# 伦比亚
伦比亚（Rumbia）是印度尼西亚东南苏拉威西省的一个城镇，是邦巴纳县的县治所在，位于苏拉威西岛东南的布顿岛南部。2010年统计，伦比亚所在的伦比亚区（Kecamatan Rumbia）共有10,710人。

## 资料来源
1. ↑  Biro Pusat Statistik, Jakarta, 2011.